# Hydnum
Hydnum és un gènere de fongs basidiomicots de la família de les hidnàcies (Hydnaceae). Són notables pels seus himenis amb aspecte dentat. Les espècies més conegudes són la lengua de bou (Hydnum repandum) i la lengua de bou rogenca (H. rufescens). D'entre les espècies del gènere Hydnum, n'hi ha que creixen sobre el sòl i altres ho fan sobre la fusta.

## Etimologia
El nom del gènere deriva del grec antic, (h)udnon/ύδνον, que era la paraula per designar la tòfona.

## Algunes espècies
Segons el Dictionary of the Fungi (10th edition, 2008), aquest gènere conté 120 espècies.
- Hydnum ambustum
- Hydnum dispersum
- Hydnum durieui
- Hydnum elatum
- Hydnum ellipsosporum
- Hydnum investiens
- Hydnum molluscum
- Hydnum papyraceum
- Hydnum repandum
- Hydnum rufescens
- Hydnum umbilicatum